# Novi Zagreb – istok
Novi Zagreb – istok – dzielnica Zagrzebia, stolicy Chorwacji. Zlokalizowana jest w południowej części miasta, ma 59 055 mieszkańców (2011) i 16,54 km² powierzchni.
Oprócz części Zagrzebia obejmuje też miejscowości (naselja) Buzin i Veliko Polje. Dzielnica Novi Zagreb – istok na północy i północnym zachodzie graniczy przez rzekę Sawę z dzielnicami Trnje i Peščenica – Žitnjak, a od zachodu sąsiaduje z dzielnicą Novi Zagreb – zapad.

## Osiedla
Oprócz leżących poza granicami Zagrzebia Buzinem i Veliko Polje, Novi Zagreb – istok składa się z osiedli: Dugave, Hrelić, Jakuševec, Sloboština, Sopot, Središće, Travno, Utrina i Zapruđe.